# Calyceraceae
 Calyceraceae is een botanische naam, voor een familie van tweezaadlobbige planten. Een familie onder deze naam wordt vrij algemeen erkend door systemen van plantentaxonomie, en ook door het APG-systeem (1998) en het APG II-systeem (2003).
Het gaat om een kleine familie van enkele tientallen soorten, die voorkomen in ruwweg de zuidelijke helft van Zuid-Amerika.
In het Cronquist-systeem (1981) vormde deze familie een orde op zichzelf (Calycerales).